# Traditions d'Olympus
Traditions d'Olympus (titre original : Lore Olympus) est un webcomic crée par l'auteure néozélandaise Rachel Smythe. Il est publié à partir du 4 mars 2018 sur la plateforme Webtoon.
C'est une reprise, dans un cadre moderne, du mythe de Perséphone, déesse grecque du printemps, et d'Hadès, son époux, considéré comme « le roi des Enfers ».
Traditions d'Olympus est un webcomic parmi les plus populaires sur Webtoon avec en janvier 2022, 975 millions de vues et 5,5 millions de followers sur cette histoire. Il a été récompensé de trois prix Harvey (2021, 2022 et 2023),,, deux prix Eisner (2022 et 2023) ainsi qu'un prix Ringo.

## Synopsis
Traditions d'Olympus est une relecture modernisée du mythe grec de l’enlèvement de Perséphone. Le webcomic inclut diverses technologies modernes comme les smartphones, les voitures ou des tabloïds, notamment dans l’Olympe et dans le royaume des Enfers. Cependant, les scènes dans le royaume des mortels se déroulent à l’époque des mythes originaux. Des thèmes forts sont abordés au cours de l’histoire comme : le viol, le harcèlement, les abus et les traumatismes.
L’histoire commence avec Hadès qui se rend à une fête organisée par Zeus, après que sa partenaire, Menthé, s'est désistée au dernier moment. Perséphone, autorisée par sa mère Déméter à quitter le royaume des mortels, visite l’Olympe. Hadès aperçoit Perséphone et vante à ses frères, Zeus et Poséidon, la beauté de Perséphone, qu’il dit rivaliser avec celle d’Aphrodite. Jalouse, Aphrodite appelle son fils Éros pour qu’il rende Perséphone extrêmement ivre, puis ils la laissent sur le siège arrière de la voiture d’Hadès dans le but de l’embarrasser devant ce dernier. À la suite de cet incident, Hadès et Perséphone vont tous deux exprimer de l’intérêt l’un pour l’autre. Perséphone a des difficultés avec cette relation due à un point antérieur de l’intrigue : elle a été violée par Apollon. En plus de ce viol traumatisant, elle doit gérer le fait d’intégrer les Déesses De La Virginité Éternelle (DDLVE), un groupe de déesses vierges composé d’Artémis, Athéna et Hestia.
L’intrigue de la première saison du webcomic comprend Perséphone cherchant l’aide d’Hadès pour ramener à la vie des amis décédés lorsque des mortels ont déracinés des plantes sacrées, un plan mené par Menthé, Thanatos et Thétis pour ruiner la réputation de Perséphone, le viol de Perséphone par Apollon et les pensées conflictuelles de Perséphone à propos d’une bourse d’étude qui lui interdit tout rapport sexuel. On voit une relation plus personnelle se former entre Perséphone et Hadès. Cette saison nous permet de comprendre pourquoi Déméter a tout fait pour cacher l'existence de Perséphone aux autres dieux de l'Olympe.
La deuxième saison reprend l'intrigue de la première : Perséphone, qui est-elle ? Elle est révélée au grand jour : tout le monde découvre son côté sombre et commence à avoir des sentiments divergents concernant Perséphone. Cette dernière voit ses pouvoirs décuplés et cela la rend plus incontrôlable. Durant toute la saison, on voit sa relation avec Hadès évoluer pour devenir une histoire sérieuse, qui n'est pas du goût de Déméter et d'autres divinités. Un procès mis en place par Zeus va tout remettre en question : que va-t-il advenir des divinités ? Comment va se poursuivre l'histoire de Perséphone et Hadès ?  
La troisième saison reprend l'intrigue 10 ans plus tard, après le procès mené par Zeus qui divisa les dieux et les quatre royaumes. La dynastie des 6 traitres est directement affectée. Au royaume des dieux, la vie est devenue différente : tout le monde s'attend à ce que Zeus change son jugement. Perséphone est dans le royaume des mortels, à réparer ses actes et fautes passées, conformément au jugement proclamé par Zeus. Mais, une visite inattendue l'oblige à retourner aux Enfers et à y découvrir une terre abandonnée, où tout le monde semble endormi. Aidé par Zeus et Morphée, elle va vite réaliser qui est la personne qui a causé tout ce chaos : Chronos, titan du temps et père des 3 rois divins (Zeus, Poséidon, Hadès). Comment a-t-il fait pour revenir ? Perséphone va donc devoir lutter pour retrouver Hadès et le sauver. D'autres mystères planent dans l'ombre : la position d'Apollon à l'Olympe, Chronos au Tartare, un futur heureux évènement, ... comment va se terminer cette aventure ?

## Personnages

### Personnages principaux
- Perséphone jeune déesse du printemps, son vrai nom est Kore. Elle est la fille de Déméter. Elevée sur Terre, elle ne connaît rien de l'Olympe et de ses codes. Quelque peu naïve, elle cache pourtant un côté sombre. Sans que les autres dieux ne sachent vraiment pourquoi, les mortels l'ont rebaptisée Perséphone, ce qui signifie "porteuse de mort". Elle a du mal à contrôler ses pouvoirs divins, ce qui fait souvent changer son allure, notamment ses cheveux qui peuvent pousser très rapidement. Bien qu'elle soit d'abord présentée comme une fille « de la campagne » vu ses origines humbles, elle se prend vite de passion pour la mode. Tout au long de l'intrigue, elle va avoir des sentiments amoureux à l'égard d'Hadès, qui sont réciproques.
- Hadès est le roi des Enfers, le dieu des morts et de la richesse. Il gère son univers comme un vrai homme d'affaires, et est plutôt solitaire. Ses relations sociales, familiales ou amoureuses sont souvent compliquées. Frère ainé de Zeus et Poséidon, il a été sauvé par ceux-ci des entrailles de leur père Chronos, qui l'avait avalé alors qu'il n'était qu'un enfant. Cet épisode a laissé un grand nombre de cicatrices sur son corps, ainsi qu'un profond traumatisme. Hadès partage une grande villa avec ses nombreux chiens pour seuls compagnies, et collectionne les voitures de sport. Il a de nombreux pouvoirs, vu son statut. Il sortait avec la nymphe des fleuves, Menthé, avec qui il a eu une relation assez compliquée. Sa rencontre avec Perséphone l'a changé et il s'éprit d'elle rapidement.
- Héra est la déesse du mariage et de la famille. Par son mariage avec Zeus, elle est reine de l'Olympe. Elle y est crainte et respectée, mais il est de notoriété publique que son mari la trompe sans vergogne. Elle n'est pas heureuse dans son mariage, et est souvent dépeinte triste, un verre d'alcool ou une cigarette à la main. Très proche d'Hadès, elle est également attachée à Perséphone qu'elle prend sous son aile. Elle a hérité d'un surnom, après son rôle dans la titanomachie : la traitresse dorée. Elle a le pouvoir de changer d'apparence et d'avoir des visions en touchant quelqu'un d'autre.
- Zeus est le roi des dieux et de l'Olympe. Malgré son lien fraternel avec Hadès, il entre souvent en désaccord voir en conflit avec celui-ci. Coureur de jupon notoire, il est présenté comme ayant un comportement enfantin et immature, prenant des décisions injustifiées dans la précipitation et ne supportant pas d'être contredit. Beaucoup de déesses et autres personnages féminins s'en méfient. Hadès ne le trouve pas qualifié pour son job de leader, mais puisque c'est lui qui a mené la titanomachie, c'est lui qui s'est arrogé les pleins pouvoirs.
- Hécate est la déesse de la sorcellerie. Elle vit dans les Enfers, où elle seconde Hadès dans son entreprise. Intelligente et réaliste, elle est souvent celle qui ramène Hadès à la raison. Elle est l'une des rares divinités à connaître Perséphone avant qu'elle n'intègre l'Olympe, et à être amie avec Déméter.
- Menthé est une nymphe de rivière, assistante mais aussi maitresse de Hadès. Elle a une personnalité auto-destructrice, et est jalouse de Perséphone. Elle se laisse influencer par sa soi-disant amie, Thétis, qui la manipule dans son propre intérêt. Elle tente coute que coute de retourner avec Hadès, quitte à salir la réputation de Perséphone.
- Eros est le dieu de l'amour. Fils d'Aphrodite et d'Ares, il est amoureux de Psyché, une mortelle. D'un naturel romantique, il devient vite ami avec Perséphone malgré le mauvais tour joué par sa mère. Dieu ailé, son rôle est de faire en sorte que les gens tombent amoureux ou se haïssent en leur envoyant des flèches magiques dans le cœur. Eros a de nombreux frères et sœurs, et agit souvent comme figure paternelle de substitution, même lorsqu'Arès est à la maison. Il épousera Psyché.
- Apollon est le dieu du soleil et de la musique. Il est le frère jumeau d'Artémis. Arrogant, il est le prototype de l'homme toxique, persuadé que toutes les femmes sont amoureuses de lui. C'est un violeur, un manipulateur, un maitre-chanteur et peut entrer dans de dangereux accès de colère. Malgré cela, il est très populaire sur l'Olympe. Son rôle divin consiste à tirer Hélios, le dieu du soleil, tout au long de la journée. Il est très attaché à sa harpe avec laquelle il joue sa musique.
- Artémis est la déesse de la chasse, et l'une des Déesses De La Virginité Éternelle. Elle est la colocataire de Perséphone, et c'est d'ailleurs grâce à elle que cette dernière a pu venir sur l'Olympe. Elle se méfie profondément d'Hadès, mais aussi de Zeus. C'est elle qui présente Perséphone à Apollon, mais elle ne sait pas que son jumeau est coupable d'un viol, même si elle se doute que quelque chose de terrible lui est caché.
- Hermès est le messager des dieux. Jeune et dynamique, il est l'archétype du bon copain. Il vit en colocation avec Apollon, et est ami avec Artémis et Perséphone, qu'il a rencontré lorsqu'elle était encore sur terre. Son efficacité lui permet d'être à la fois chargé de distribuer la correspondance des dieux, mais aussi de travailler aux Enfers, et de collecter des âmes pour Hadès.
- Déméter est la déesse de la terre et de l'agriculture. Elle est l'une des rares déesses à vivre dans le monde des mortels, avec sa fille, dont elle cache l'existence aux autres dieux, et une série de nymphes. Elle ne s'entend d'ailleurs pas beaucoup avec les autres divinités, et en veut particulièrement à Hadès de l'avoir empêchée de devenir reine du royaume des mortels sous des prétextes fallacieux.
- Arès est le dieu de la guerre, et l'un des fils de Héra et Zeus. Il ne s'entend pas vraiment avec ce dernier. Il vit en concubinage avec Aphrodite, avec qui il a beaucoup d'enfants, même s'il passe beaucoup de temps sur terre sur ordre de son père, qui le craint en réalité. Colérique, il aime aussi être sarcastique. Parfois très immature, il n'en est pas moins un redoutable guerrier. Il est également l'un des rares dieux à avoir rencontré Perséphone avant son arrivée sur l'Olympe.
- Aphrodite est la déesse de l'amour. Pourtant, elle n'est pas vraiment sympathique. Egocentrique, égoïste et jalouse, elle n'hésite pas à jouer des tours aux autres dieux pour se venger d'eux ou leur "apprendre des leçons". Elle est cependant très protectrice avec ses enfants. Elle est dépeinte comme étant une influence populaire, très active sur les réseaux sociaux. Elle a la capacité de changer l'apparence de quelqu'un d'autre.
- Thanatos est le dieu de la mort. Employé de Hadès, il n'est pas très aimé par son patron (ce que Thanatos pense, mais pas ce qu'Hadès pense). Thanatos est d'ailleurs jaloux de Perséphone lorsque celle-ci est envoyée en stage aux Enfers et a visiblement les faveurs de Hadès. Amoureux de Menthé, il est utilisé par cette dernière pour nuire à Perséphone. Il se rapproche peu à peu de Daphné, nymphe des fleurs, et tombera amoureux d'elle.
- Thétis est une nymphe qui travaille comme assistante pour Zeus, avec qui elle a une relation extra-conjugale. Elle s'est mis en tête que ce dernier quitterait sa femme pour se mettre avec elle, et fait tout pour que cela arrive. Manipulatrice, menteuse et avide de ragots, elle a une très mauvaise influence sur Menthé et Thanatos.
- Daphné est une nymphe des fleurs, amie de Perséphone. Installée depuis peu sur l'Olympe, elle est influenceuse et donne des cours de sport. Elle a eu un rencard avec Apollon, qui s'est mal déroulé, et s'est par la suite rapproché de Thanatos, faisant ressortir son bon côté.
- Chronos est le dieu primordial du temps. Roi des titans, il régnait en tyran sur le monde, dévorant ses enfants pour ne pas qu'ils soient une menace à son pouvoir. Seul Zeus lui a échappé, ce qui a permis à celui-ci de renverser son père. Vaincu, il est enfermé dans le Tartare, une entité divine qui vit dans les Enfers. Présenté comme fou et cruel, il est l'antagoniste principal de la saison 2 et 3. Il cherche à se libérer de sa prison et à se venger.

### Personnages secondaires
- Poséidon est le roi des mers. Insouciant, il aime surtout s'amuser et boire. Il a toutefois des moments de sagesses à dispenser à ses deux frères.
- Psyché est une humaine. Princesse condamnée à un mariage forcée, elle est enlevée par Eros qui en est tombé amoureux. Elle est cachée sous l'identité d'une nymphe, puisqu'aucun mortel ne peut vivre sur l'Olympe. Elle devient plus tard, la déesse de l'âme, en buvant de l'ambroisie pure et l'épouse d'Eros.
- Hestia est la déesse de la demeure. Elle est la présidente et fondatrice des Déesses De La Virginité Éternelle. Elle est en couple avec Athéna.
- Athéna est la déesse de la sagesse et de la guerre. Fille de Zeus, elle est également membre des Déesses De La Virginité Éternelle, et une redoutable guerrière. Elle est en couple avec Hestia.
- Eris est la déesse de la discorde. Fille rejetée de Zeus et Héra, elle est crainte par tous les autres dieux. Seule Perséphone se montre clémente avec elle, malgré les tourments qu'elle lui a fait subir.
- Héphaïstos est le dieu des forges. Il est surtout un brillant informaticien et hacker. Fils de Zeus et Héra, il vit isolé sans avoir de contact avec sa famille ou les autres dieux. Il porte des prothèses aux jambes et a un bras robotique. Il épousera Aphrodite.
- Hébé est la dernière fille de Zeus et Héra. Encore enfant, elle est le portrait craché de sa mère.
- Les moires sont trois employées d'Hadès, qui sont les archivistes des Enfers, mais connaissent également le futur.
- Hélios est le titan qui personnifie le soleil. Enchainé par les dieux olympiens, il les méprise mais doit toujours accomplir sa tâche tous les jours. De sa très grande hauteur, il voit parfois des choses dont il est le seul témoin.
- Echo est une nymphe embauchée par Zeus pour être l'assistante personnelle de Héra. Elle est la colocataire de Daphnée.
- Léto est une titanide exilée dans le royaume des mortels. Elle est la mère d'Apollon et d'Artémis. Elle cache son visage sous un voile et parle de manière inquiétante. Elle était auparavant la meilleure amie d'Héra, mais a été bannie par cette dernière après avoir eu une relation intime avec Zeus.
- Mégara est une gorgone, employée d'Hadès, qui est persuadée que ce dernier est amoureux d'elle. Elle sympathise avec Perséphone.
- Alex est un faune qui travaille comme photographe. Il est l'un des paparazzis qui cause des soucis à Hadès et Perséphone.
- Métis était une titanide, mère d'Héra, d'Hestia et de Déméter. Elle a été absorbée par Zeus pour s'accaparer son pouvoir de déesse de la fertilité.
- Nyx est une titanide aux yeux multiples, enfermée dans les enfers. Elle est la mère d'Hypnos et de Thanatos, qu'elle a pistonné pour qu'il ait un travail chez Hadès.
- Chiron est une centaure, thérapeute qui s'occupe de Perséphone.
- Rhéa est une titanide, épouse de Chronos et mère d'Hadès, Zeus et Poséidon. Elle a tenté de cacher ses enfants de l'appétit de son mari, mais n'est parvenu qu'à faire échapper Zeus. Elle est morte en apprenant sa véritable identité à ce dernier.
- Morphée est la déesse des rêves. Elle n'est pas vraiment connue des autres dieux. Elle enquête sur la disparition de son père, Hypnos, au début de la saison 2. Elle aidera Perséphone à retrouver Hadès.
- Amphitrite est l'épouse de Poséidon et la reine des mers.
- Calliope est la déesse de la musique, elle tient un magasin d'instruments.
- Polymnia est une muse chargée de réciter un poème à charge de Perséphone lors de son procès.
- Aetna est une intelligence artificielle qui à la forme d'une nymphe. Elle a été créée par Héphaïstos.
- Erebos (ou Erèbe) est une entité divine qui se présente sous la forme d'un grenadier. C'est lui qui décide si le roi ou la reine des Enfers doit être reconnu ou non.
- Le Tartare est une entité divine qui n'est habituellement pas matérialisée. Il sert de prison à Chronos.
- Cerbère est le chien qui garde les Enfers. Il est l'un des chiens qui vivent avec Hadès. Il change souvent de taille, et apparaît avec une ou trois têtes.

## Adaptation

### Version papier
En 2021, une version papier du webcomic est publiée en anglais chez Del Ray Books. Le premier tome regroupe les 25 premiers épisodes (sur 280 actuels). Le webcomic est publié en français en version papier aux Éditions Hugo & Cie en janvier 2022. Un chapitre bonus inédit est présent dans cette édition. Le volume 2, qui contiendra les chapitres 26 à 49, devrait sortir le 7 juillet 2022. Le volume 3,lui , sortira le 11 octobre 2022.

### Télévisuelle
En 2019, il est annoncé qu'une adaptation à la télévision sous forme de sérié animée serait en cours de développement par The Jim Henson Company .

## Réception
Cette œuvre a notamment été popularisée grâce au fonctionnement de la plateforme Webtoon : une audience y est préexistante, le format de diffusion hebdomadaire favorise la fidélité et les échanges y sont facilités au sein de la communauté grâce à la section commentaire. Les réalisations autour de la communauté sont également valorisées, comme les fan art.
L'utilisation des couleurs est également cité comme une des raisons de la réussite du webtoon, avec un arrière-plan se rapprochant des aquarelles et la mobilisation de seulement quelques couleurs. Par exemple le rose est utilisé pour Perséphone et le bleu pour Hadès, ce qui permet de bien les identifier dans les différents environnement, notamment sombres, des Enfers. Les autres personnages ont également des déclinaisons d'une même couleur au sein des familles (Artémis et Apollon) et les couples sont représentés par des couleurs complémentaires (Zeus et Héra).
Son succès est également dû à la manière moderne d'aborder certaines problématiques contemporaines, telles la santé mentale, les différents traumatismes, la transition vers l'âge adulte ou le consentement sexuel. La misogynie et la culture du viol y sont particulièrement abordés ce qui permet d'offrir au public du webtoon un espace pour partager et discuter de ses propres traumatismes.